# فابيانو سيزار فيجاس
فابيانو سيزار فيجاس (بالبرتغالية: Fabiano Cezar Viegas‏) (4 أغسطس 1975 في البرازيل – )؛ هو لاعب كرة قدم سابق كان يلعب كمدافع.

## وصلات خارجية
- فابيانو سيزار فيجاس على موقع رابطة كرة القدم اليابانية للمحترفين (اليابانية)
- فابيانو سيزار فيجاس على موقع قاعدة بيانات كرة القدم.إي يو (الإنجليزية)
- فابيانو سيزار فيجاس على موقع Soccerway.com (الإنجليزية)
- فابيانو سيزار فيجاس على موقع عالم كرة القدم.نت (الإنجليزية)